# Channel One Cup 2022
54. edycja turnieju Channel One Cup rozgrywana była w dniach 15-18 grudnia 2022 roku. Tegoroczna edycja turnieju była inna, niż poprzednie. W związku z zawieszeniem reprezentacji Rosji, oraz reprezentacji Białorusi przez IIHF, zmagania nie były zaliczane do Euro Hockey Tour, tj. w poprzednich latach.
W turnieju triumfowała po raz pierwszy w historii triumfowała kadra Białorusi.

## Wyniki
| 15 grudnia 2022 | Białoruś | 4:1 | Kazachstan | CSKA Arena, Moskwa |

| Szczegóły      | Szczegóły                                                                                   | Szczegóły       | Szczegóły                | Szczegóły                                                                                        |
| -------------- | ------------------------------------------------------------------------------------------- | --------------- | ------------------------ | ------------------------------------------------------------------------------------------------ |
| Godzina: 19:30 | W. Alistrow (PP) 03:29 R. Gorbunow (EQ) 20:47 W. Alistrow (EQ) 33:28 W. Alistrow (EQ) 58:38 | (1:1, 2:0, 1:0) | 14:20 (PP) R. Starczenko | Widzów: 2018 Sędzia główny: Aleksander Soin Samarin Sędziowie liniowi: Generałow Ilja Kolesnikow |
| Godzina: 19:30 | 12 min. kar                                                                                 |                 | 6 min. kar               | Widzów: 2018 Sędzia główny: Aleksander Soin Samarin Sędziowie liniowi: Generałow Ilja Kolesnikow |

| 17 grudnia 2022 | Rosja | 6:2 | Kazachstan | CSKA Arena, Moskwa |

| Szczegóły      | Szczegóły | Szczegóły       | Szczegóły                                      | Szczegóły                                                                                   |
| -------------- | --- | --------------- | ---------------------------------------------- | ------------------------------------------------------------------------------------------- |
| Godzina: 12:30 | K. Okułow (PP) 11:33 M. Dzjoszwili (EQ) 14:45 A. Kadeikin (EQ) 27:44 D. Woronkow (EQ) 32:34 K. Siemionow (EQ) 36:41 D. Woronkow (EQ) 51:48 | (2:1, 3:0, 1:1) | 02:10 (PP) K. Sawicki 42:16 (EQ) R. Starczenko | Widzów: 8987 Sędzia główny: Jurij Oskirko Maksim Szuwałow Sędziowie liniowi: Parikow Siedow |
| Godzina: 12:30 | 6 min. kar |                 | 2 min. kar                                     | Widzów: 8987 Sędzia główny: Jurij Oskirko Maksim Szuwałow Sędziowie liniowi: Parikow Siedow |

| 18 grudnia 2022 | Rosja | 4:5 pk. | Białoruś | CSKA Arena, Moskwa |

| Szczegóły      | Szczegóły                                                                               | Szczegóły                 | Szczegóły                                                                                                   | Szczegóły                                                                                            |
| -------------- | --------------------------------------------------------------------------------------- | ------------------------- | --- | --- |
| Godzina: 14:30 | M. Mamin (PP) 13:26 I. Safonow (EQ) 31:23 A. Kadeikin (EQ) 47:13 A. Kadeikin (EQ) 56:23 | (1:1, 1:2, 2:1, 0:0, 0:1) | 09:01 (EQ) M. Suszko 32:36 (PP) S. Prince 38:23 (PP) R. Gorbunow 51:24 (EQ) W. Kodoła 65:00 (GWG) S. Prince | Widzów: 11092 Sędzia główny: Gleb Łazariew Siergiejew Sędziowie liniowi: Roman Sławikowski Stroganow |
| Godzina: 14:30 | 4 min. kar                                                                              |                           | 10 min. kar                                                                                                 | Widzów: 11092 Sędzia główny: Gleb Łazariew Siergiejew Sędziowie liniowi: Roman Sławikowski Stroganow |

## Klasyfikacja
| Poz. | Zespół     | M | Pkt | Z | WpD | PpD | P | G+ | G- | +/- |
| ---- | ---------- | - | --- | - | --- | --- | - | -- | -- | --- |
| 1    | Białoruś   | 2 | 5   | 1 | 1   | 0   | 0 | 9  | 5  | +4  |
| 2    | Rosja      | 2 | 4   | 1 | 0   | 1   | 0 | 10 | 7  | +3  |
| 3    | Kazachstan | 2 | 0   | 0 | 0   | 0   | 2 | 3  | 10 | -7  |